# Mariona Caldentey
 Maria Francesca Caldentey Oliver  (Felanich, Baleares, 19 de marzo de 1996), más conocida como Mariona Caldentey, es una futbolista española. Juega como delantera en el  Arsenal F.C. de la Women's Super League de Inglaterra. También es internacional absoluta con la selección absoluta.
Entre sus éxitos más destacados resaltan 4 Ligas, 1 Supercopa de España y 4 Copas de la Reina, además de 1 Liga de Campeones de la UEFA. En el plano internacional, fue subcampeona de Europa sub-19 en 2014 y formó parte del equipo mundialista que participó en Francia 2019.

## Biografía
Nacida en la localidad mallorquina de Felanich, es hija de Miguel Ángel Caldentey y María Oliver, enfermera de profesión. Su padre murió de manera repentina en 2018, a los 55 años de edad. Tiene un hermano mayor.
Empezó a jugar a fútbol con cinco años en el equipo de su pueblo. A pesar de no haberse formado en La Masia, es del Barça de toda la vida; equipo al que llegó con 18 años. Su padre fue uno de los impulsores de la peña blaugrana Els Tamarells.
Es graduada en Ciencias de la Actividad Física y del Deporte y ha manifestado su intención de ser profesora y dedicarse a la docencia.
Caldentey toca el piano y es habitual ver vídeos en redes sociales tocando este instrumento durante concentraciones con la selección española o con el Barcelona.
En verano de 2020 el campo municipal de su Felanich natal fue bautizado con su nombre.

## Trayectoria

### U. D. Collerense
Empezó su carrera en el Collerense, equipo de Coll d'en Rabassa donde se formó como futbolista. Allí jugó hasta los dieciocho años; hasta que la fichó el Barcelona. Durante su etapa en el club balear, Caldentey tuvo que superar lesiones diversas. Debutó en primera división cumplido los 15 años y disputó dos temporadas en la liga Iberdrola con el Collerense antes de viajar a la ciudad condal para vestir la camiseta azulgrana.

### F. C. Barcelona

#### Temporada 2014/2015
En verano de 2014, el F. C. Barcelona hizo oficial el fichaje de la mallorquina. En su primera temporada en el club azulgrana, Caldentey se proclamó campeona de la copa Cataluña y de la Liga española junto a sus compañeras.

#### Temporada 2015/2016
Al inicio de temporada, el club revela que Mariona cambia su dorsal por el '9', que mantiene hasta la actualidad. 2015 fue el año en que el primer equipo femenino se convirtió en profesional, convirtiéndose así el primer club español femenino en serlo.

#### Temporada 2016/2017
En su tercera campaña en el Barcelona, Caldentey se proclamó campeona de la Copa de la Reina tras superar en la final al Atlético de Madrid. Además, el equipo consiguió llegar hasta semifinales de la Champions, donde quedó eliminado a manos del PSG.

#### Temporada 2017/2018
Su cuarta temporada como azulgrana estuvo marcada por una grave lesión que la mantuvo cuatro meses alejada de los terrenos de juego. La mallorquina se lesionó en el partido de octavos de final de la Champions disputado en el Miniestadi en noviembre de 2017. Los servicios médicos del club revelaron que sufría un esguince del ligamento colateral de la rodilla izquierda. A pesar de la lesión, Caldentey terminó la temporada con 14 partidos jugados en liga y 8 goles, que no fueron suficientes para que el Barcelona se proclamara campeón de la liga doméstica. En junio, ya recuperada de la lesión, pudo jugar la final de Copa de la Reina frente al Atlético de Madrid, y fue la heroína de su equipo tras marcar el gol de la victoria en los últimos minutos de la prórroga.

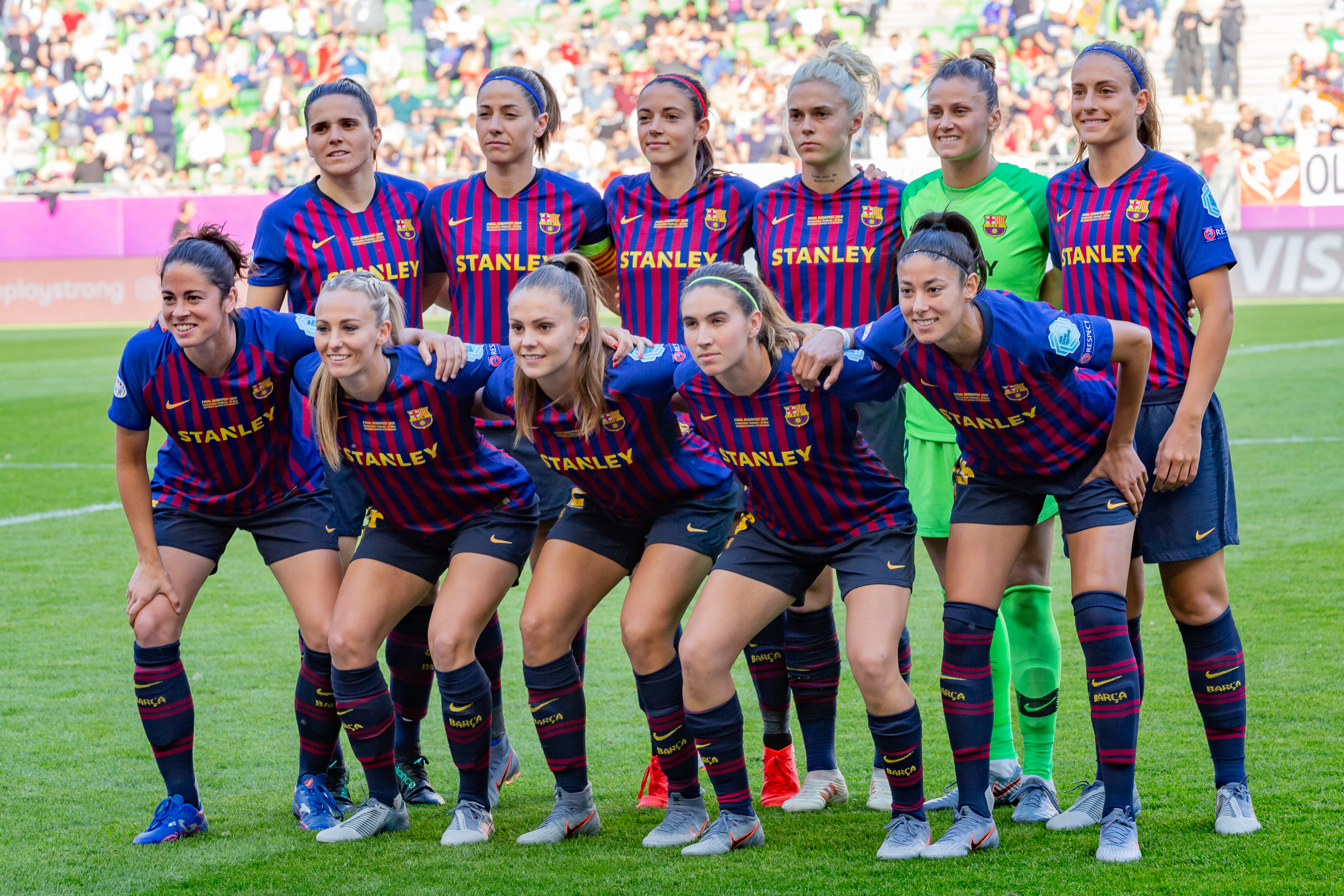
Caldentey junto a sus compañeras de equipo instantes antes de disputar el partido ante el Olympique de Lyon correspondiente a la Final de la Champions femenina de 2019.

#### Temporada 2018/2019
En agosto de 2018, Caldentey sufrió una lesión mientras estaba concentrada con la selección española que le impidió empezar la temporada con normalidad. A mitad de temporada, el club anunció a través de sus canales oficiales la renovación del contrato de la mallorquina hasta 2022.
El Barcelona volvió a proclamarse subcampeón de liga por detrás del Atlético de Madrid. Mariona cerró su quinta campaña en Barcelona con 20 partidos jugados y 9 goles. En competición europea, jugó 7 partidos y firmó 2 goles. Uno de ellos valió la clasificación para disputar la primera final de la historia de la sección de fútbol femenino del club. Caldentey formó parte del once inicial para jugar dicha final, que el Barcelona perdió 4-1 ante el Olympique de Lyon.

#### Temporada 2019/2020
En febrero se disputó la primera Supercopa de España femenina de la historia; partido que las azulgrana jugaron frente a la Real Sociedad y que ganaron con un contundente 1-10. El 7 de enero de 2020 el equipo disputó el partido de liga correspondiente a la 15.ª jornada ante el Athletic Club en el estadio de San Mamés ante 32.068 espectadores, en el que Caldentey fue la encargada de abrir el marcador. En mayo de 2020 el equipo de Lluís Cortés se proclamó campeón de la Liga Iberdrola a falta de ocho jornadas por disputar debido a la suspensión de la competición doméstica a causa de la pandemia por la Covid-19. Sus números tras terminar la temporada fueron de 17 partidos jugados, 6 goles y 5 asistencias.
También la Copa de la Reina fue aplazada a causa de la pandemia y el tramo final de la competición se jugó en febrero de 2021. Las azulgranas se enfrentaron en la final al Escuela de Fútbol Logroño en el estadio de la Rosaleda de Málaga donde ganaron por 3 goles a cero. En cuanto a la competición europea, el equipo cayó eliminado en semifinales frente al Wolfsburgo.

#### Temporada 2020/2021
El equipo empezó la temporada con el primer clásico femenino de la historia, partido disputado en la ciudad deportiva de Valdebebas y consiguiendo un abultado resultado de 0-4 frente a las madridistas. Durante la temporada se han tenido que aplazar varios partidos debido a casos positivos en Covid-19 en los equipos rivales. El 6 de enero, se jugó el derbi contra el Espanyol en el Camp Nou, siendo la primera vez en 50 que el equipo femenino jugaba en el estadio azulgrana. En dicho partido, una jugada de Caldentey haciendo un regate se hizo viral en redes sociales. Las azulgrana se proclamaron campeonas de Liga por segunda vez consecutiva el 9 de mayo de 2021 a falta de 8 partidos por disputar.
En enero de 2021 se jugó, en formato final a 4, la segunda edición de la Supercopa de España. El equipo jugó la semifinal frente al Atlético de Madrid, en un partido que terminó con empate a 1. Las azulgranas quedaron eliminadas en la tanda de penaltis y no pudieron revalidar el título de la campaña anterior.
En marzo de 2021, el equipo se clasificó para jugar las semifinales de la Liga de Campeones tras eliminar en cuartos de final al Manchester City. Tras eliminar al PSG en semifinales, el Barça jugó la final de la Champions ante el Chelsea el 16 de mayo de 2021 en la ciudad sueca de Gotemburgo. Las azulgrana vencieron a las inglesas por un aparatoso 0-4 y se proclamaron así campeonas de Europa por primera vez en su historia.
A finales de mayo se disputó la Copa de la Reina en formato final four en el Estadio Municipal de Butarque. El equipo venció en semifinales al Madrid CFF por 4-0 y se enfrentó en la final al Levante. El cuadro de Lluís Cortés venció por 4 goles a 2 y se proclamó campeón por segunda vez consecutiva y octava en la historia. Además culminaron la temporada con un triplete histórico para el club y para el fútbol femenino español.
Caldentey terminó la temporada habiendo jugado todos los partidos de la temporada. Jugó los 34 partidos de Liga, los 9 de Liga de Campeones, además de los de Copa de la Reina y Supercopa de España. Sus registros goleadores, los mejores de su carrera, la colocaron como una de las máximas goleadoras del equipo.

## Selección nacional

### Sub-19
Fue convocada por primera vez con la selección española sub-19 en octubre de 2013. En verano de 2014 formó parte de la lista del seleccionador Jorge Vilda para participar en el europeo sub-19 disputado en Noruega. Las españolas consiguieron llegar hasta la final del campeonato donde fueron derrotadas por la selección holandesa.
En 2015 quedó fuera de la convocatoria para el mundial de Israel debido a una lesión.

### Sub-20
En verano de 2016 fue convocada para disputar el mundial sub-20 de Papúa Nueva Guinea. La selección fue eliminada en cuartos de final frente a Corea del Norte. Caldentey fue la encargada de marcar el primer gol mundialista de la selección frente a Canadá. Meses más tarde la FIFA lo reconoció como el mejor gol del campeonato.

### Absoluta
Su primera convocatoria para la selección absoluta fue en 2017, de la mano del seleccionador nacional Jorge Vilda, quien ya la había entrenado en categorías inferiores. Su primer gran campeonato a nivel absoluto fue el Eurocopa Femenina 2017 disputada en Países Bajos. Allí 'la roja' llegó hasta cuartos de final, donde fue eliminada por la selección austríaca en la tanda de penaltis.
En enero de 2020 la selección viajó a Estados Unidos para participar por primera vez en la She Believes Cup. El equipo de Vilda concluyó el campeonato con una victoria por 3-1 ante Japón, una derrota por la mínima (1-0) ante las vigentes campeonas del Mundo, Estados Unidos; y una victoria, también por la mínima ante Inglaterra (1-0). La roja terminó su participación en el torneo en segunda posición, por detrás de las estadounidenses.

### Participaciones internacionales
| Campeonato             | Sede                      | Resultado        |
| ---------------------- | ------------------------- | ---------------- |
| Europeo sub-19 de 2014 | Noruega                   | Subcampeonas     |
| Mundial sub-20 de 2016 | Papúa Nueva Guinea        | Cuartos de final |
| Eurocopa 2017          | Países Bajos              | Cuartos de final |
| Mundial de 2019        | Francia                   | Octavos de final |
| Mundial de 2023        | Australia y Nueva Zelanda | Campeonas        |

## Clubes
| Club             | País       | Año       |
| ---------------- | ---------- | --------- |
| U. D. Collerense | España     | 2012-2014 |
| F. C. Barcelona  | España     | 2014-2024 |
| Arsenal F. C.    | Inglaterra | 2024-act. |

## Estadísticas

### Clubes
Actualizado al último partido disputado el 9 de junio de 2024.
| Club                      | Temporada           | Div                 | Liga  | Liga  | Liga   | Copa  | Copa  | Copa   | Internacional | Internacional | Internacional | Otros | Otros | Otros  | Total | Total | Total  | Media goleadora |
| Club                      | Temporada           | Div                 | Part. | Goles | Asist. | Part. | Goles | Asist. | Part.         | Goles         | Asist.        | Part. | Goles | Asist. | Part. | Goles | Asist. | Media goleadora |
| ------------------------- | ------------------- | ------------------- | ----- | ----- | ------ | ----- | ----- | ------ | ------------- | ------------- | ------------- | ----- | ----- | ------ | ----- | ----- | ------ | --------------- |
| U. D. Collerense · España | 2010-11             | 1.ª                 | 1     | 0     |        | 1     | 0     | -      | -             | -             | -             | -     | -     | -      | 2     | 0     |        |                 |
| U. D. Collerense · España | 2011-12             | 1.ª                 | 21    | 2     |        | -     | -     | -      | -             | -             | -             | -     | -     | -      | 21    | 2     |        |                 |
| U. D. Collerense · España | 2012-13             | 1.ª                 | 22    | 7     |        | -     | -     | -      | -             | -             | -             | -     | -     | -      | 22    | 7     |        |                 |
| U. D. Collerense · España | 2013-14             | 1.ª                 | 24    | 8     |        | -     | -     | -      | -             | -             | -             | -     | -     | -      | 24    | 8     |        |                 |
| U. D. Collerense · España | Total               | Total               | 68    | 17    |        | 1     | 0     |        | 0             | 0             | 0             | 0     | 0     | 0      | 69    | 17    |        |                 |
| F. C. Barcelona · España  | 2014-15             | 1.ª                 | 26    | 11    | -      | 2     | 1     | -      | 3             | 0             | 0             | -     | -     | -      | 31    | 12    | +0     | 0.39            |
| F. C. Barcelona · España  | 2015-16             | 1.ª                 | 13    | 2     | -      | 0     | 0     | 0      | -             | -             | -             |       | -     | -      | 13    | 2     | +0     | 0.15            |
| F. C. Barcelona · España  | 2016-17             | 1.ª                 | 18    | 3     | -      | 3     | 0     | -      | 4             | 1             | 1             | 2     | 3     | -      | 27    | 7     | +1     | 0.18            |
| F. C. Barcelona · España  | 2017-18             | 1.ª                 | 14    | 8     | 5      | 4     | 2     | 0      | 5             | 3             | 2             | 2     | 1     | -      | 25    | 14    | 7      | 0.56            |
| F. C. Barcelona · España  | 2018-19             | 1.ª                 | 20    | 9     | 1      | 1     | 0     | 0      | 7             | 2             | 2             | 2     | 3     | -      | 30    | 14    | 3      | 0.47            |
| F. C. Barcelona · España  | 2019-20             | 1.ª                 | 17    | 6     | 4      | 4     | 0     | 2      | 6             | 1             | 1             | 4     | 2     | 1      | 31    | 9     | 8      | 0.29            |
| F. C. Barcelona · España  | 2020-21             | 1.ª                 | 34    | 13    | 10     | 3     | 2     | 1      | 9             | 2             | 0             | 1     | 0     | 0      | 47    | 17    | 11     | 0.36            |
| F. C. Barcelona · España  | 2021-22             | 1.ª                 | 15    | 6     | 6      | 2     | 1     | 0      | 7             | 1             | 1             | -     | -     | -      | 24    | 8     | 7      | 0.33            |
| F. C. Barcelona · España  | 2022-23             | 1.ª                 | 19    | 6     | 6      | 1     | 1     | 0      | 8             | 4             | 5             | 2     | 1     | 0      | 30    | 12    | 11     | 0.40            |
| F. C. Barcelona · España  | 2023-24             | 1.ª                 | 28    | 10    | 9      | 5     | 6     | 6      | 11            | 2             | 3             | 2     | 2     | 0      | 46    | 20    | 18     | 0.43            |
| F. C. Barcelona · España  | Total               | Total               | 204   | 74    | 41     | 25    | 13    | 9      | 60            | 16            | 15            | 15    | 12    | 1      | 304   | 115   | 66     | 0.38            |
| Total en su carrera       | Total en su carrera | Total en su carrera | 272   | 91    | +41    | 26    | 13    | +9     | 60            | 16            | 15            | 15    | 12    | +1     | 373   | 132   | +66    | 0.35            |

## Palmarés

### Campeonatos nacionales
| Título              | Equipo          | Año  |
| ------------------- | --------------- | ---- |
| Primera División    | F. C. Barcelona | 2015 |
| Copa de la Reina    | F. C. Barcelona | 2017 |
| Copa de la Reina    | F. C. Barcelona | 2018 |
| Primera División    | F. C. Barcelona | 2020 |
| Supercopa de España | F. C. Barcelona | 2020 |
| Copa de la Reina    | F. C. Barcelona | 2020 |
| Primera División    | F. C. Barcelona | 2021 |
| Copa de la Reina    | F. C. Barcelona | 2021 |
| Supercopa de España | F. C. Barcelona | 2022 |
| Copa de la Reina    | F. C. Barcelona | 2022 |
| Primera División    | F. C. Barcelona | 2022 |
| Supercopa de España | F. C. Barcelona | 2023 |
| Primera División    | F. C. Barcelona | 2023 |
| Supercopa de España | F. C. Barcelona | 2024 |
| Primera División    | F. C. Barcelona | 2024 |
| Copa de la Reina    | F. C. Barcelona | 2024 |

### Campeonatos internacionales
| Título            | Equipo           | Año  |
| ----------------- | ---------------- | ---- |
| Liga de Campeones | F. C. Barcelona  | 2021 |
| Liga de Campeones | F. C. Barcelona  | 2023 |
| Liga de Campeones | F. C. Barcelona  | 2024 |
| Liga de Campeones | Arsenal W. F. C. | 2025 |
| Copa del Mundo    | España           | 2023 |
| Liga de Naciones  | España           | 2024 |